# حادثة شاوغوان
حادثة شاوغوان هي اضطرابٌ مدني وقع بين يومي 25-26 يونيو 2009 في مقاطعة غوانغدونغ بالصين، حيث كان قد اندلع عنفٌ بين المهاجرين الأويغور والعمال الصينيين الهان في مصنع للألعاب في شاوغوان نتيجة لمزاعم الاعتداء الجنسي على امرأة صينية من الهان، ثم بدأت مجموعات من الصينيين الهان بالاعتداء على زملائهم الأويغور، مما أدى إلى مقتل اثنين على الأقل من العاملين الأويغور (وتشير بعض التقارير الأخرى إلى أن عدد القتلى أكثر من ذلك)، وجرح حوالي 118 شخصًا، معظمهم من الأويغور.
أثار الحادث غضبا واسعا بين مسلمي الأويغور، وأدى إلى حدوث اضطرابات في مدينة أورومتشي بدأت في 5 يوليو 2009، والتي بدأت كاحتجاج سلمي في الشارع مطالبةً باتخاذ إجراء رسمي بشأن الأويغور اللذين توفيا في شاوغوان، ثم تحولت الاضطرابات لأحداث عنيفة بين الأويغور والهان والشرطة الصينية. وفي أعقاب المحاكمات التي تمت في أكتوبر 2009، أُعدم شخص واحد وحُكم على عدة أشخاص آخرين بالسجن المؤبد بين خمس سنوات وسبع سنوات في حادثة شاوغوان.

## خلفية

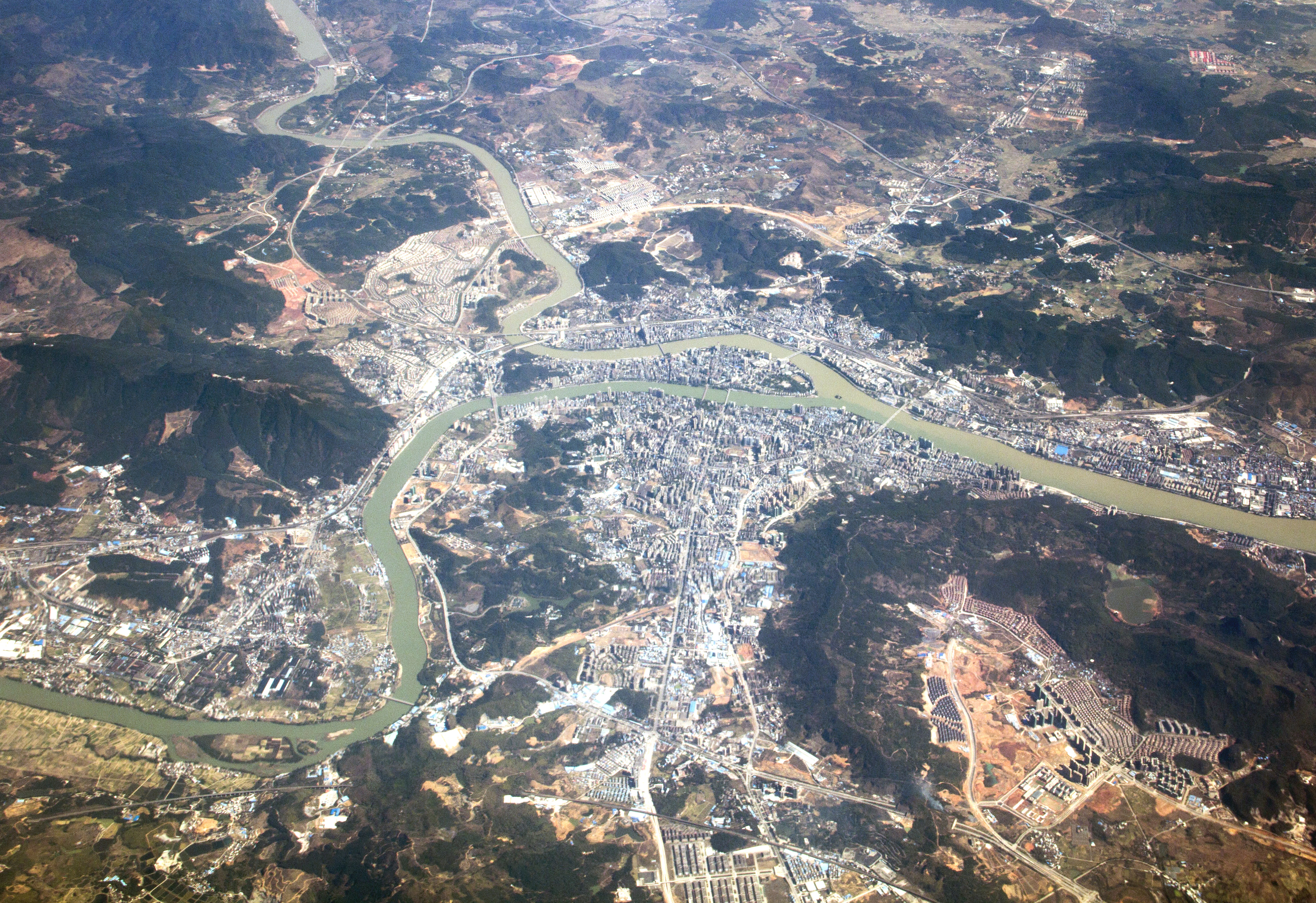
منظر علوي لمدينة شاوغوان.

وقع الحادث في مصنع ألعاب أطفال (旭日玩具厂)، مملوك لشركة إيرلي لايت إنترناشونال المحدودة ومقرها هونغ كونغ، وهو أكبر صانع ألعاب في العالم، ويعمل بمصنع شاوغوان التابع للشركة في شاوغوان حوالي 16000 عامل. وبناءً على طلب من سلطات غوانغدونغ، استأجر المصنع 800 عامل من كاشغر، كجزء من برنامج عرقي يهدف لنقل 200 ألف شاب من الأويغور من سنجان إلى مقاطعات صينية أخرى منذ بداية عام 2008. ووفقًا لصحيفة الغارديان فإن معظم العمال يوقِّعون عقدًا مدته تترواح من سنة إلى ثلاث سنوات، ثم يسافرون إلى المصنع في الجنوب؛ وتتراوح رواتبهم بين 1000 يوان إلى 1400 يوان شهريًا، وهو أعلى من دخلهم المحلي، والعديد منهم يحصلون على إقامة مجانية ومحل إقامة، ويكون معظم هؤلاء الأويغور مغتربين عن وطنهم للعمل للمرة الأولى. ونقلت صحيفة نيويورك تايمز عن صحيفة «سنجان ديلي» قولها في مايو أن 70 في المائة من الشباب الأويغوريين «ذهبوا إلى هذه الوظائف طواعية».
وقال مسؤول الشؤون العرقية والدينية في غوانغدونغ أن المقاطعة قد استأجرت الأويغور الذين تتراوح أعمارهم بين 18 و29 عامًا، وفي 2 مايو 2009 وصلت مجموعة صغيرة من الأويغور، وأشار العمال في المصنع إلى أن العلاقات بين المجموعتين تدهورت مع زيادة عدد الأويغور، وأكدت وسائل الإعلام الرسمية أن جميع العمال كانوا من مقاطعة شوفو. أفاد المرصد العمالي الصيني أن العمال في مصنع شاوغوان يكسبون 28 يوانًا يوميًا مقارنة بـ 41.3 يوانًا في مصنعهم في شنجن، وأشار المرصد إلى أن حقوق العمال -الهان والأويغور على حد سواء- كانت تنتهك بشكل متكرر بسبب الإساءة اللفظية من قبل المشرفين على المصانع، والعمل الإضافي غير مدفوع الأجر، وظروف السكن الرديئة وعقود العمل غير القانونية. قال لي تشيانغ المدير التنفيذي للمرصد العمالي الصيني أن الأجور المنخفضة وساعات العمل الطويلة وظروف العمل السيئة بالإضافة إلى عدم القدرة على التواصل مع زملائهم قد فاقمت حالة عدم الثقة القائمة بين الهان والأويغور. وبعد الحادث لم تعد غوانغدونغ تستأجر الأويغور، مما أضر بفرصة الأويغور لإيجاد وظائف، وعزَّز فقرهم واستياءهم من أبناء الهان.

## أحداث مصنع شاوغوان
بين عشية وضحاها في 25-26 يونيو، اندلعت التوترات في المصنع، مما أدى إلى شجار عرقي كامل بين الأويغور والهان، ونتيجة للشجار؛ توفي اثنان من الأويغور وأصيب 118 شخصًا، 16 منهم في حالة خطيرة. ومن بين المصابين 79 من الأويغور و39 من الهان. وامتلئ الموقع برجال الشرطة الصينية وقوات مكافحة الشغب، فحضر 400 من رجال الشرطة، و50 مركبة لمكافحة الشغب.
وتشير المصادر الرسمية إلى أن أعمال الشغب بدأت في حوالي الساعة 2 صباحًا، وكانت هناك تقارير تفيد بأنها استمرت حتى الساعة 4:30 صباحًا على الأقل عندما وصلت الشرطة. وفي حوالي الساعة 11 مساءً تم الإبلاغ عن اضطراب أولي بين العمال، وقامت عاملة بطلب المساعدة من حراس الأمن وقالت أنها شعرت بالخوف من العديد من العمال الأويغور وهم يهتفون، ثم قام 24 من عمال الهان المسلحين بالهراوات والقضبان المعدنية بالهجوم على العمال الأويغور.
أكد العمال الأويغور أن الهجمات بدأت في حوالي الساعة 12:30، عندما اقتحم مجموعة من العمال الهان أماكن إقامة العمال الأويغور وبدأوا بالضرب العشوائي وغير المبرر. وأظهرت أشرطة الفيديو للهواة التي نُشِرَت على الإنترنت هجمات وحشية، حيث تطارد مجموعات الهان الأويغور عبر غرف النوم. وقال أحد العمال أنه رأى دخول مجموعات من خارج المصنع جاءوا ومعهم المناجل، واعتقد شهود الهان والأويغور الذين قابلتهم الصحافة الأجنبية أن الضحايا كانوا أكثر مما هو مُعلَن؛ فقد ادعى أحد العمال الهان أنه قتل سبعة أو ثمانية من الأويغور، وقال بعض الأويغور أنهم تعرضوا لاعتداءات «لا ترحم» أثناء حملهم في سيارات الإسعاف ذاتها. وتوقفت أعمال الشغب بعد وقت قصير من وصول الشرطة. وقال أحد رجال الشرطة أنهم تأخروا في الوصول بسبب صعوبة تجميع الضباط في ذلك الوقت، وقد أُعلن عن أن هناك حالتا وفاة، وهما: أكسيميوجيانج أيمايتي وساديكيانج كازي وكلاهما من سنجان.

### شائعات الاغتصاب
كان من أسباب اندلاع أعمال الشغب مزاعم الاعتداء الجنسي على نساء الهان من قبل الأويغور، والشائعات عن حادثة تعرضت فيها عاملتان من الهان للاعتداء الجنسي من قبل ستة من زملائهما الأويغور في المصنع وفقًا لصوت أمريكا. وقالت السلطات أن هذه الشائعات كانت خاطئة، وقد نشرها أحد العمال بدون دليل. وذكرت وسائل الإعلام أن رجلًا يُدعى تشو «نشر الشائعة» بعد طرده من العمل في المصنع تعبيرًا عن سخطه وحقده لعدم العثور على عمل جديد بعد تركه وظيفته في المصنع.

## التحقيقات
قالت الشرطة إن تحقيقاتها لم تعثر على أي دليل على وقوع حالة اغتصاب أو تحرش أو اعتداء جنسي. ووصف المتحدث باسم حكومة شاوغوان «وانغ تشين شين» الحادثة بأنها «حادث عادي للغاية»، وقال إنه تم المبالغة في وصف الحادث لتأجيج الاضطرابات، بينما ذكرت صحيفة الغارديان أن مجموعات من الأويغور المغتربين أخذوا بنشر مقاطع مصورة عن الحادث وصور الضحايا على شبكة الإنترنت، وذكروا بأن عدد القتلى أكثر مما هو معلن، واتهموا الشرطة بأنها كانت بطيئة في التصرف؛ وبدأ التحضير لاحتجاجات في مدينة أورومتشي عن طريق البريد الإلكتروني. وقامت سلطات غوانغدونغ باعتقال شخصين يُشتبه في أنهما نشرا شائعات على الإنترنت تتحدث عن اعتداء جنسي على نساء من الهان، وفي 7 يوليو 2009 تم الإعلان عن احتجاز 13 مشتبهًا به، منهم ثلاثة من الأويغور من سنجان. كما اعتُقل هوانغ جيانجيوان البالغ من العمر 23 عامًا الذي طُرد من العمل في المصنع في يونيو، وقال أنه بسبب سخطه لطرده من العمل قام بنشر مقال في منتدى على موقع sg169.com في 16 يونيو ادعى فيه أن ستة فتيان من سنجان اغتصبوا فتاتين في المصنع. كما تم احتجاز هوانغ تشانغشا البالغ من العمر 19 عامًا؛ بسبب كتابته في موقع للدردشة على الإنترنت في 28 يونيو أن ثمانية من سكان سنجان لقوا حتفهم في حادثة المصنع.
في 8 يوليو 2009 نُشِرَت مقابلة مع هوانغ كويليان «امرأة من الهان» التي تسبب اغتصابها المزعوم في الاضطرابات، حيث ذكرت أنها ضلت الطريق ودخلت غرفة الإيواء الخاطئة الخاصة بالشباب الأويغوري، وصرخت عندما رأت الشباب في الغرفة، ثم التفتت وركضت، وسردت كيف وقف أحدهم وحرك قدميه كما لو كان سيطاردها، ولكنها أدركت لاحقًا أنه كان يسخر منها فقط، وقالت أنها اكتشفت بعد ساعات أنها كانت سبب العنف والشجار.
وفي 27 يونيو قاد عبد القيوم محمد نائب سكرتير لجنة محافظة سنجان في الحزب الشيوعي الصيني فريق عمل إلى شاوغوان للوقف على ملابسات الحادث، وفي أوائل سبتمبر 2009 زار تشو يونغ كانغ عضو اللجنة الدائمة للمكتب السياسي والمسؤول عن الأمن في الحزب الشيوعي الصيني شاوغوان أيضًا. وفي 5 أغسطس ذُكِرَ أن الشرطة الصينية اعتقلت كوربان خايوم، وهو طاه في مطعم عربي في غوانزو زُعِمَ أنه اعترف بأنه عميل للمؤتمر العالمي للأويغور، وأنه نشر شائعات استُخِدَمت فيما بعد كذريعة لتحريك أعمال الشغب في أورومتشي في 5 يوليو، وزُعِمَ أنه قام بتلفيق تقرير بأن «شجار المصنع تسبب في وفاة من 17 إلى 18 شخصًا، من بينهم ثلاث إناث»، وأرسل هذا التقرير في رسالة إلكترونية إلى ربيعة قدير.

### المحاكمات
جرت محاكمة في 10 أكتوبر في محكمة شاوغوان الشعبية المتوسطة، وحُكم على شياو جيان هوا (肖建华) بالإعدام لكونه «المحرض الرئيسي» للعنف، وحُكم على شو تشيكي (许其琪) بالسجن مدى الحياة بتهمة القتل غير العمد إثر شجار؛ وحُكم على ثلاثة أشخاص آخرين بالسجن من سبع إلى ثماني سنوات بتهمة الاعتداء. وفي نفس اليوم حكمت محكمة الشعب في شاوغوان على ثلاثة عمال هان آخرين وثلاثة من الأويغور لمشاركتهم في المشاجرة؛ بالسجن لمدة تتراوح بين خمس وسبع سنوات.

## النتائج
نقلت سلطات شاوغوان عمال الأويغور إلى سَكن مؤقت، وتم نقل العمال في 7 يوليو إلى منشأة أخرى تابعة لشركة إيرلي لايت المالكة للمصنع، على بعد 30 كم من مدينة بيتو، وأفادت الأنباء أن مصنع بيتو ملائم للأويغور أكثر من السابق، وبه مرافق رياضية ومقهى، ويقدم طعامًا سنجانيا، وبه عيادة تعمل على مدار الساعة، وضباط شرطة يرتدون ملابس مدنية في وسطهم. ووفقًا لصحيفة ساوث تشاينا مورنينج بوست: إن موظفي كاشغر لم يتمكنوا من الاختلاط مع زملائهم في موقعهم السابق بسبب حاجز اللغة، حيث كان أغلبهم يتحدثون الماندراين. أجرت صحيفة ساوث تشاينا مورنينج بوست استطلاعًا للرأي، ووجدت أن قلة من الناس على استعداد للتحدث عن أحداث هذه الليلة. وادعت السلطات بأن 50 عاملاً من الأويغور طلبوا العودة إلى بلدهم في أعقاب الحادثة، بينما نفى العمال الأويغوريون ذلك.
وفي 5 يوليو 2009 اشتعلت اضطرابات عرقية في أورومتشي عاصمة منطقة سنجان في الشمال الغربي من جمهورية الصين الشعبية بين الأويغور والهان، على إثر حادثة شاوغوان، وأسفرت الاضظرابات عن مقتل أكثر 197 قتيلًا و1721 جريحًا.